# Ferdinand Thieriot
Pour l’article homonyme, voir Thieriot.
Ferdinand Heinrich Thieriot (né à Hambourg le 7 avril 1838 – mort le 31 juillet 1919 à Hambourg) est un violoncelliste et compositeur allemand.

## Biographie
Ferdinand Heinrich Thieriot naît dans une vieille famille de marchands huguenote de Leipzig, dont les racines remontent à 1703. Son grand-père, Paul Emil Thieriot, était violoniste amateur, philologue et ami du poète Jean Paul. Son père, Theodor Heinrich Thieriot (né le 20 février 1815 à Leipzig), est installé à Hambourg depuis 1835. Ferdinand a cinq frères et sœurs. 
Son grand-père encourage l'enfant à apprendre le piano et le violoncelle – avec Louis Lee –, mais les leçons de musique lui pèse. Son père l'imagine plutôt avoir une bonne compétence de marchand. C'est quand il aide celui-ci à quelques tâches subalternes qu'il comprend que la pratique instrumentale n'est pas si mauvaise après tout.
Thieriot étudie d'abord la composition avec Eduard Marxsen à Altona près de Hambourg, avec qui Brahms s'est formé pendant dix ans. Puis avec Carl Gottlieb Reißiger à Dresde, et plus tard avec l'un des plus grands pédagogues du temps, Josef Rheinberger à Munich pendant deux ans. Il se perfectionne au violoncelle avec Friedrich August Kummer à Dresde. En février 1863, il effectue un voyage à Paris où il assiste à un opéra de Giacomo Meyerbeer. 
Après sa formation, il travaille à Hambourg, puis à Leipzig (1867) en tant que chef au théâtre à Ansbach, et de 1868 à 1870 à Glogau (aujourd'hui Głogów), en tant que chef de la Singakademie (académie de chant). Enfin comme directeur artistique du Musikverein de Styrie à Graz pendant quinze ans, dès octobre 1870. Il était en concurrence avec Heinrich von Herzogenberg, natif de Graz, qui était aussi un ami de Brahms et avec qui l'épouse, Elisabeth von Stockhausen, avait étudié le piano. La direction du Steiermark, après avoir pris l’opinion de Brahms à propos de Thieriot, a opté en sa faveur. À Graz, Thieriot est directeur artistique et en 1875-1876 Musikdirektor. Son mandat était clairement formulé avec des contraintes et autorisations préalables. Avec les nombreuses célébrités qui venaient jouer à Graz, il contribue à l'apogée de la vie musicale, notamment en jouant beaucoup Wagner.
Entre 1870 et 1877, en plus de sa charge, Thieriot enseigne l'harmonie à l'école de musique. Parmi ses élèves les plus réputés on trouve la violoniste Marie Soldat-Röger et le compositeur roumain George Dima. Après 1895, Thieriot travaille comme compositeur indépendant entre Leipzig et sa ville natale. Il est membre du conseil d'administration de la Bach Gesellschaft (1897). 
En 1902, il reprend définitivement le chemin de Hambourg, où il vit jusqu'à sa mort. Il est président de la Hamburg Tonkünstlerverbandes et plus tard membre honoraire. Ont lieu dans la ville hanséatique de nombreuses représentations de ses œuvres par la Philharmonique de Hambourg et l'Académie de chant, sous la direction de ses principaux promoteurs et amis : Julius Spengel, Gustav Kogel et le chef Siegmund von Hausegger, ou bien au Gewandhaus de Leipzig. Ses œuvres reçoivent toujours de très bonnes critiques. Par exemple sa symphonie en ut dièse mineur le 18 mai 1908 sous la direction de Julius Spengel : « Thieriot a finalement évolué à partir de sa modestie de longue date et peut maintenant être cité en compagnie de Brahms et de Bruckner ».
Comme violoncelliste, outre le concertiste, Thieriot était un partenaire convoité pour la musique de chambre. Il a participé aux quatuors Casper et Payne, avec Theodor Billroth, créant de nombreuses œuvres de Brahms (un ami de Billroth).
Ferdinand Thieriot meurt à Uhlenhorst, un quartier de la rive Est de l'Alster, le lac de Hambourg.

## Redécouverte
Le quasi-oubli de Thieriot s'explique en partie par ses choix (Graz, Hambourg ou Leipzig plutôt que Vienne) et la disparition des manuscrits à la fin de la guerre, échoués à Leningrad jusqu'en 1991. Vingt-neuf de ces manuscrits furent publiés depuis en Allemagne chez AlbisMusic, Renaissance Verlag à Haale, ou par Amadeus Verlag à Winterthour (Suisse).
En 1936, le musicologue Wilhelm Altman notait que Thieriot était à tort « parmi les compositeurs qui sont maintenant oubliés ». Jusqu'à aujourd'hui, il n'existe toujours pas d'études musicologiques systématiques de son œuvre symphonique.

## Style

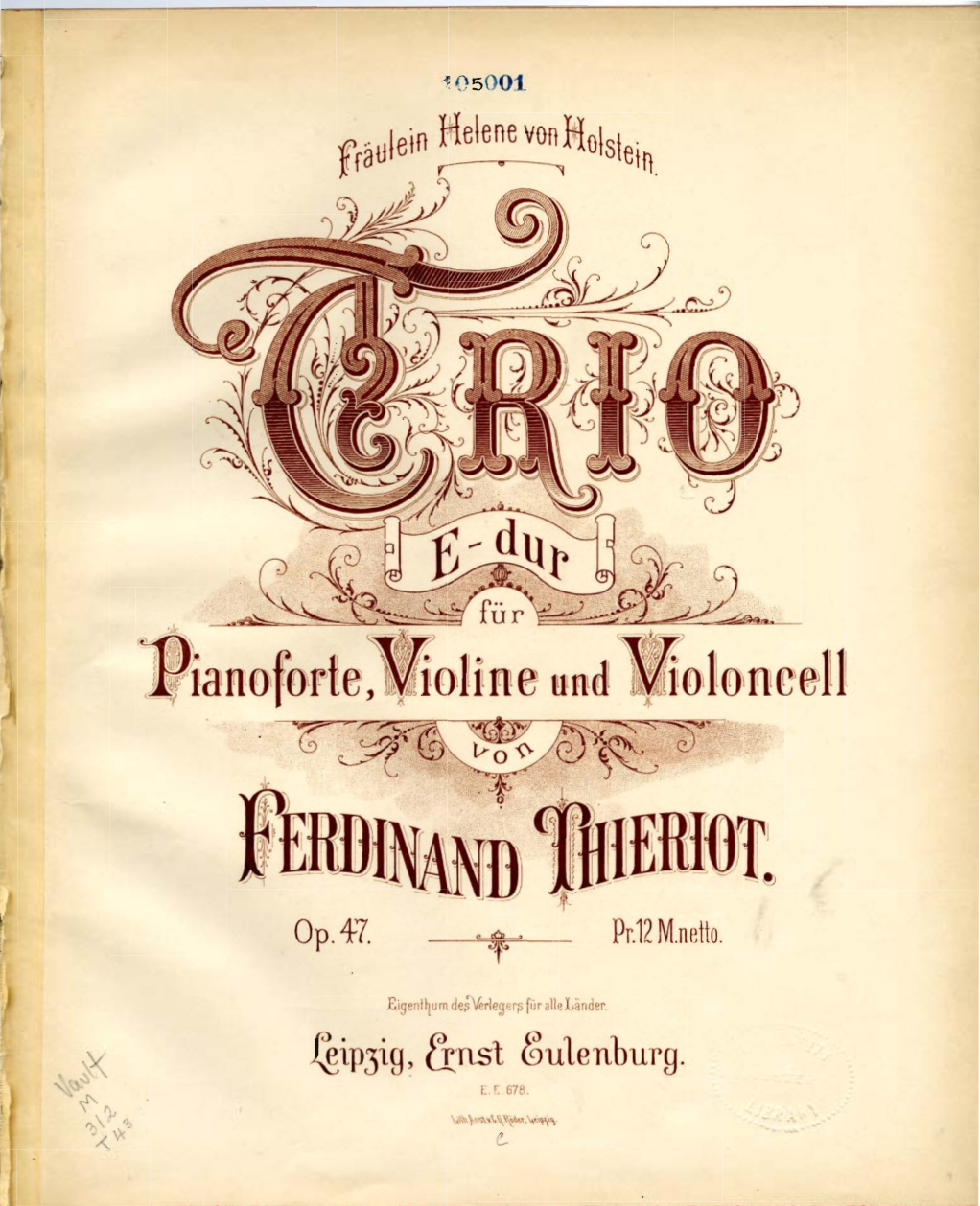
Page de titre du trio opus 47 (édition Eulenburg 1890).

Ferdinand Thieriot était selon l'opinion de Johannes Brahms – son ami depuis ses années d'adolescence – et le critique et compositeur hambourgeois Ferdinand Pfohl « l'un des compositeurs les plus respectés qui ont émergé de Hambourg ». De même le lauréat du prix Mozart, Arnold Krug, ainsi que Theodor Kirchner, qui tous deux travaillaient à Hambourg, reconnaissaient ne pas pouvoir atteindre la diversité de ses compositions. Le musicologue Hermann Kretzschmar a écrit sur Thieriot en 1895 : « ...une contribution à la musique romantique, dont l'insolite se caractérise par invention simple, naturelle, par la grâce, par l'ambiance gracieuse, noble et pur. Il écrit avec une parfaite maîtrise de la forme et de l'expression ».
Thieriot possédait le don d'un lyrisme légèrement ombragé et une grande inventivité mélodique. Son style peut se rapprocher de diverses tendances, allant à ses débuts de Mendelssohn, Spohr et Schumann ou Brahms à Bruckner (dernière des dix symphonies) et Verdi dans ses œuvres tardives. Il est le représentant musical le plus remarquable de la période Biedermeier.
La musique de chambre de Thieriot constitue la majeure partie de sa production et est jugée comme étant ses plus belles compositions. Il est connu pour avoir composé quatre trios avec piano (opus 14, 45, 47 et 90), 13 quatuors à cordes, dont deux seulement ont été publiés, 2 octuors (opus 78, pour 4 violons, 2 altos et 2 violoncelles et opus 62, pour 2 violons, alto, violoncelle, contrebasse, clarinette, cor et basson), un quatuor avec flûte (opus 84), un quintette pour piano et vents (opus 80), un quintette pour piano et quatuor à cordes (opus 20) et plusieurs sonates instrumentales. En plus de ce qui précède, plusieurs compositions en manuscrit attendent une publication.

## Catalogue des œuvres

### Musique pour claviers

#### Piano
- Natur und Lebensbilder, op. 17 & op. 18
- Sechs Phantasiestücke, op. 22
- Durch die Puszta, op. 23
- Trois Impromptus, op. 35 (Lübeck, 1881)
- Deux Klavierstücke, op. 36 Intermezzo-Humoreske
- Trois Klavierstücke op. 37 [Toccata]-Quasi Gavotte-Intermezzo
- Deux Stücke pour 2 piano op. 38
- Trois pièces pour piano (facile), op. 39
- Trois Sonatines pour piano, en ut, fa et sol majeur, op. 71 (Leipzig, 1898)
- Zwei Stücke militärischen Charakters op. 82 (Leipzig, 1904)
- Albumblatt en fa dièse majeur
- Andantino quasi allegretto en si-bémol majeur
- Bagattelle, en la majeur
- Tanz-Caprice, en ré majeur
- Caprice, en mi-bémol majeur
- Einweihungsklänge zu einer Festlichkeit, en ut majeur
- Fughetta scherzanda en ré majeur
- Fughetta scherzanda en sol majeur
- Gavotte en sol majeur
- Gigue en si mineur
- Humoreske en mi majeur
- Lied ohne Worte en mi majeur
- Molto vivae en fa mineur
- Narratio en la majeur
- Presto en la mineur
- Romanze en mi majeur
- Toccatina en fa majeur
- Traum en mi majeur
- Variationen über ein eigenes Thema en mi bémol majeur
- Variationen en mi majeur, op. 65
- Vergangenheit en ré mineur
- Walzer en la mineur
- Walzer en la-bémol majeur
- Walzer en ré-bémol majeur
- Zwei Fantasiestücke en ut mineur et ré majeur (Leipzig, 1867)
- Humoreske en mi majeur
- Klage en sol-dièse mineur

#### Piano à quatre mains
- Sechs Klavierstücke zu vier Händen op. 34 Heft I, Heft II
- Sechs Klavierstücke zu vier Händen op. 46 im Umfang von 5 Tönen
- Zwei Klavierstücke op. 40
- Allegro non troppo, en sol majeur
- Andante tranquillo, en la mineur
- Cavallerie en si bémol majeur Légende pour piano
- Doppelfuge, en ré mineur (Graz, 1871)
- Humoreske, en sol majeur
- In den Gefilden Terpsichore´s Reigen-Cyclus pour piano (Hambourg, 1918)
- Klavierstück, en ut majeur
- Sonate pour piano, en fa mineur
- Dritte Tanzsuite pour piano
- Stück, en ré-bémol majeur
- Stück, en fa mineur
- Zur Karnevalszeit 4-händige Silhouetten
- Zwei Tanzweisen, en sol majeur pour piano
- Vom Donaustrande, op. 64
- Thème et variations pour 2 pianos, op. 66

#### Orgue
- Festhymne en si majeur, op. 85/1
- Passacaglia (sous forme libre) op. 85/2
- St. Petri Präludium en mi-bémol majeur, op. 85/3
- Orgelfuge en mi-bémol majeur, op. 85/4 fugae regulariter suspectus
- Idylle en mi majeur, op. 85/5
- Choralbearbeitung Gelobet seist du Jesu Christ, op. 85/6
- Choralvariationen Wer nur den lieben Gott lässt walten, op. 85/7
- Choral In allen meinen Thaten, op. 85/8

### Musique de chambre

#### Soliste et clavier
- Divertimento all´ongarese, pour violoncelle et piano, op. 10
- 2 Adagios pour violoncelle et orgue, op. 41
- Abendstimmung pour violon et orgue (ou piano)
- Larghetto en sol majeur, pour violon et orgue
- Larghetto en si mineur, pour alto et orgue
- Largo en ré mineur pour violon et piano
- Sérénade en sol majeur, pour violoncelle et piano
- Sonate en mi-bémol majeur, pour cor (ou violoncelle) et piano (1915)
- Sonate en si-bémol majeur, pour violoncelle et piano, op.15 (Leipzig, 1860)
- Sonate im leichtern Style [dans le style facile], op. 56
- Sonate en ut majeur, pour violoncelle et piano
- Sonate en ré majeur, pour violoncelle et piano
- Sonate en la majeur pour violon et piano, op. 58
- Sonate no 3 en sol majeur, pour violon et piano (Hambourg, 1910)
- Suite en si bémol majeur, pour violon et piano
- Thème et variations en sol majeur pour violoncelle et piano
- Thème et variations pour 2 violoncelles et piano, op. 29 (1883) Dédié à son premier professeur, le violoncelliste Louis Lee (1819–1896).

#### Avec piano
- Sérénade en si-bémol majeur, pour flûte, hautbois, clarinette, cor, basson et piano
- Quintette avec piano en ré majeur, op. 20 (1869, éd. révisée 1894)
- Quatuor avec piano no 2 op. 30 (Leipzig, 1875)
- Quatuor avec piano en sol mineur (Hambourg, 1905)
- Quatuor avec piano en fa majeur (Hambourg, 1913)
- Trio avec piano en fa majeur (Hambourg, 1856)
- Trio avec piano en ré majeur, op. 1 (Hambourg, 1858)
- Zwei leichte Trios zum Gebrauch beim Unterricht op. 3 (sol majeur et ut majeur) (Hanovre, 1859)
- Zwei leichte Trios op. 12 (ré majeur et la mineur) (Hambourg, 1867)
- Trio avec piano en fa mineur, op. 14 (Leipzig, 1868) Dédié à J. Brahms
- Trio avec piano en la majeur (Graz, 1873)
- Trio avec piano en si-bémolmajeur, op. 45 (Leipzig, 1890)
- Trio avec piano en mi majeur, op. 47 (Leipzig, 1890 chez Ernst Eulenburg)
- Trio avec piano en mi-bémol majeur (Leipzig, 1894)
- Quintette avec piano en la mineur pour piano, hautbois, clarinette, cor et basson, op. 80 (Leipzig, 1903 ; Reprint Warngau, 2005)
- Trio avec piano en mi mineur, op. 90 (Leipzig, 1909)
- Trio avec piano en ré majeur (Hambourg, 1916)

#### Musique de chambre sans clavier
- Octuor en si bémol majeur, op. 62 pour clarinette, hautbois, cor, basson, quatuor à cordes, contrebasse (Leipzig, 1887 ; éd. 1893) Dédié à C.L Bargeer, premier violon et élève de Spohr et Joachim.
- Octuor en ré mineur
- Choral pour 3 violoncelles, Ist Gott mein Schutz und treuer Hirt
- Suite en ré majeur pour 3 violoncelles
- Trio à cordes no 1 en ut majeur (Winterthur, 2004)
- Trio à cordes no 2 en la mineur (Winterthur, 2003)
- Quatuor à cordes en la majeur, op. 83, (Leipzig, 1905)
- Quatuor à cordes no 2 en ut majeur, op. 93 (1911)
- Quatuor à cordes en mi majeur
- Quatuor à cordes en sol majeur, op. 84 (Winterthur, 2005)
- Quatuor à cordes en la-bémol majeur (Winterthur, 2005)
- Quatuor à cordes en mi mineur
- Quatuor à cordes en la mineur
- Quatuor à cordes en si bémol majeur
- Quatuor à cordes en ut mineur (Winterthur, 2004)
- Quatuor à cordes en ré majeur (1913)
- Quatuor à cordes en si mineur (Winterthur, 2003)
- Quatuor à cordes en sol mineur (Winterthur, 2003)
- Quintette à cordes en sol majeur (1914)
- Sextuor à cordes en ré majeur
- Octuor à cordes en ut majeur, op. 78 (1903)
- Quatuor avec flûte en sol majeur, op. 84 (Leipzig, 1905)
- Quintette avec flûte en fa majeur
- Quintette avec clarinette en mi-bémol majeur (Leipzig, 1897)

### Musique avec orchestre

#### Symphonies et ouvertures
- Symphonie no 2 en fa majeur
- Symphonie no 3 en ut majeur

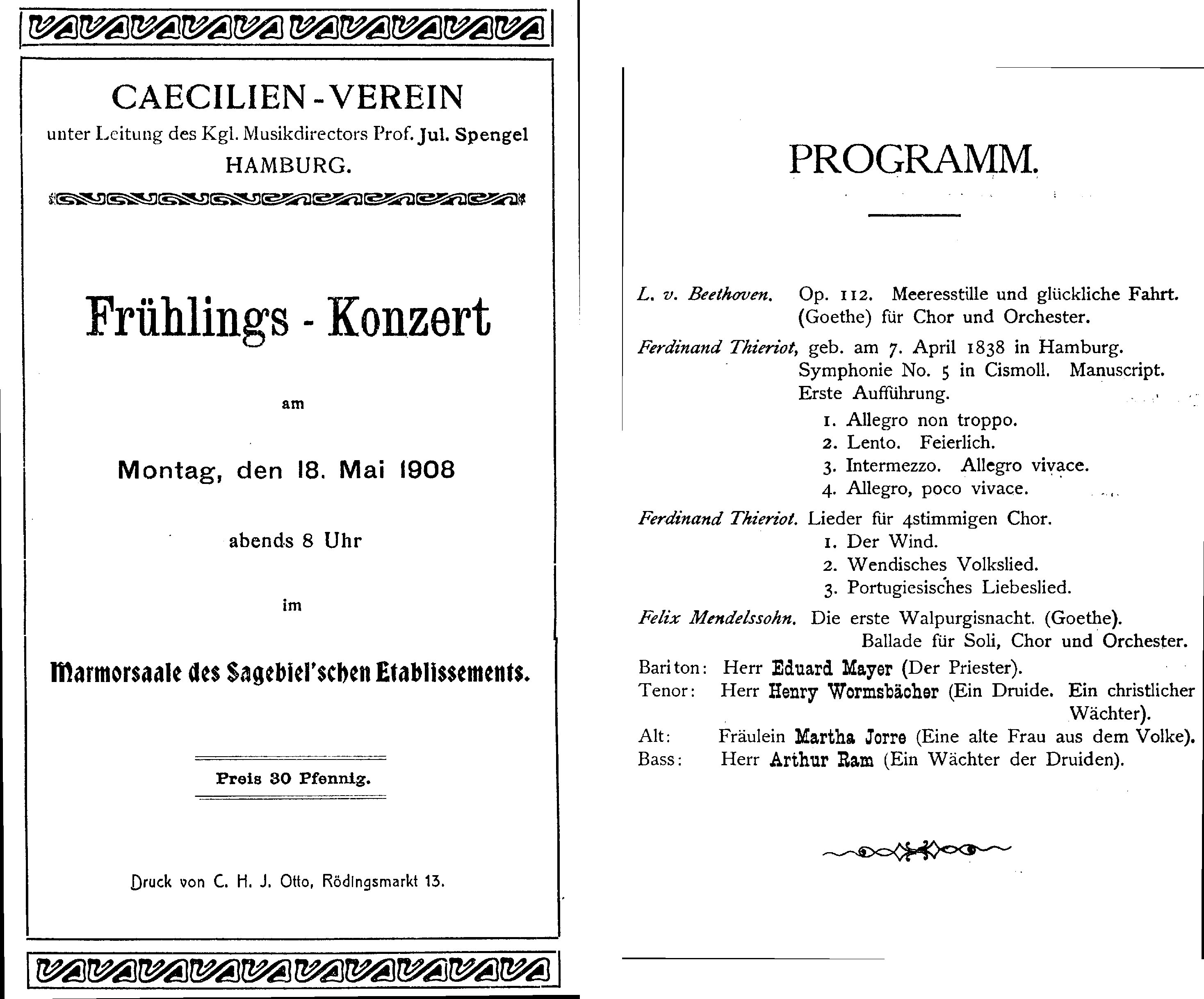
Programme de concert de 1908. Création de la symphonie en ut dièse mineur.

- Symphonie no 5 en ut dièse mineur. Création à Hambourg, le 18 mai 1908 sous la direction de Julius Spengel.
- Symphonie en si bémol majeur
- Symphonie en ré majeur
- Symphonie en mi majeur
- Symphonie en mi bémol majeur (Leipzig, 1907)
- Symphonie en fa mineur (Graz, 1872)
- Symphonie en sol mineur (Hambourg, 1918)
- Sinfonietta en mi majeur, op. 55 (Graz, 1876)
- Ouverture “Dionysia”
- Ouverture Loch Lomond op. 13 (Leipzig, 1868)
- Ouverture sur Turandot de Friedrich von Schiller, op. 43 (1889)
- Divertimento en sol majeur
- Elegischer Marsch en la mineur (1897)
- Festmarsch en ut majeur (1883)
- Menuet en fa majeur
- Suite d'orchestre en ré mineur
- Suite d'orchestre en mi majeur
- Leben und Sterben des vergnügten Schulmeisterlein Wuz, op. 72, texte de Jean Paul (Leipzig, 1900)

#### Musique concertante
- Concerto pour violon no 1 en la majeur, op. 68 (Leipzig, 1897)
- Concerto pour violon no 2 en si mineur (1912)
- Concerto pour 2 pianos et orchestre, op. 77
- Concerto pour piano no 1 en si bémol majeur (Graz, 1878)
- Concerto pour piano no 2 en ut mineur
- Concerto pour orgue et cordes, en fa majeur (Hambourg, 1910)
- Concerto pour orgue, cordes, cor et timbales en ré majeur
- Concerto pour violon et violoncelle en sol mineur, op. 96 (Leipzig, 1914)
- Concerto pour violon et alto, op. 92 (1910)
- Concerto pour 3 violons en ré majeur, op. 88, création à Hambourg, le 12 avril 1910
- Concerto pour violoncelle no 2 en sol majeur (1915)
- Concerto pour violoncelle no 3 en la majeur
- Concerto pour violoncelle no 4 en ré majeur (1917)
- Konzertstück pour violoncelle, en ré majeur
- Suite pour violoncelle en sol majeur
- Zwei Konzertstücke für Violoncello, op. 76 (Leipzig, 1903)

#### Orchestre à cordes
- Sérénade en fa majeur, op. 44 (Leipzig, 1887)
- "Bei Giorno" de Benito Fumagalli
- Valses, op. 39 de Johannes Brahms
- Tempo di Valse en fa majeur
- 2 Valses (en ré et la majeur) op. 54 (1891)

### Musique vocale

#### Lieder avec piano
- Sololieder mit Klavierbegleitung

#### Chœur a cappella
- Quatre motets, op. 79 pour quatre voix
  1. Sehet, sehet, so stirbt der Gerechte
  2. Ein Gebet Dich, (Herr, erkenn´ich im Sternendom)
  3. Letztes Gebet (Ich habe mich dich hingegeben) Poème de Gottfried Kinkel
  4. Siehe, ich stehe vor der Tür und klopfe an (Leipzig, 1903)
- Ave Maria (SATB)
- Gott rüstet den Gerechten mit Kraft (SSAATTBB)
- Bereitet dem Herrn den Weg (SSATB)
- Stütze dich auf mich (SATB)
- Zwei humoristische Gesänge op. 69 (TTBB) Leipzig, 1897
- Frisch mein Lied op. 69a (TTBB) Texte de J. Mosen Leipzig, 1903
- Zwei Augen op. 82 (TTBB) Texte de A. Blumauer 1908
- Abendfeier (Wie ist der Abend so traulich) Texte du psautier et Harfe de Spitta (SATB)
- Ergebung (Ich nehme was du mir bestimmst) Texte de Spitta (SATB)
- Es zieht den hellen Strom hinunter Poème de Ludwig Frankl (SATB)
- Frühlingswunder (Sieh, der Winter ist vergangen) Texte de Spitta (SATB)
- Herbstlied (Schön im goldnen Ährenkranz hat der Sommer uns geblüht) Texte de Friedrich Rückert (SATB)
- Im Sommer (Im Garten blühn die Rosen) Poème de Stine Andresen (SATB)
- Kuckusruf (Drei Mägdlein gingen im grünen Wald) Poème de Gustav Duill (SATB)
- Lebensschluß (Den nur nenne den Glücklichen) Poème de Jacob Balde' SATB)
- Neujahrslied Texte d'Emil Gött (SATB)
- Die Vöglein im Frühling (Vöglein singen, Vöglein springen wieder froh) Texte de Weickert (SSB ou SSA)
- Quatre Volkslieder (SATB)
  1. Mit Fuß und Augen (wenn alle Brünnlein fließen)
  2. Aus der Farm (Soll ich dich denn nimmer sehen)
  3. Nachtlied (Die Erde ruht, der Himmel wacht) texte de Aug. Mahlmann
  4. Im Wald (Im Wald, im Wald ist Luft und Fried) chant populaire français, texte de Béranger
- Brennende Liebe (In meinem Garten lachet manch Blümelein) Texte de Mosen (SSA)
- Deux Pièces pour chœur de femmes (SSA)
  1. Schelmliedchen (Am Teiche flüstern Schilf und Rohr)
  2. Was Liebchen alles ist (Heller Vogelsang tönt im grünen Wald)
  3. Vor den Türen (Ich habe geklopft) Poème de Rückert (SATB)
- Wie lieblich sind die Boten Poème de Rückert (SATB)
- Six pièces pour chœur mixte a cappella (SATB)
  1. Der Wind, texte de W. Osterwald
  2. Die Diebin, texte de Lessing
  3. Paulinzelle
  4. Der Heini von Steyer, texte d'après der Aventiure de Joseph Victor von Scheffel
  5. Wendisches Volkslied
  6. Liebeslied (portugais)

#### Chœur d'hommes
- Chorlieder für Männerchor

#### Chœur avec piano/orgue
- Andacht, texte des Psaumes et Harfe de C. J. Ph. Spitta (SSA, piano)
- Du sprichst : Ich bin reich chant sacré (SAT, orgue)
- Hand in Hand wie dieses Paar (SATB, piano)
- Hochzeitlied, pour chœur (SATB SA, piano) Poème de Goethe
- Hochzeits-Musik pour chœur, solistes et piano, Text de Louise Otto-Peters
- Luther, op. 94 (TTBB, orgue, 2 trompettes, 2 trombones) pour l'inauguration de la nouvelle Lutherkirche à Worms, 31 octobre 1912
- Christnacht, op. 70 (SATB, S B, orgue) Leipzig, 1899
- Lebenslied d'après un texte de Johann Gottfried von Herder (SSA, Klav)
- Liebchen auf der Wiese, mélodie populaire italienne (SSAA, piano)
- Rose, Meer und Sonne sind ein Bild der Liebsten mein. Texte d'après les chansons de printemps (Liederfrühling) de Friedrich Rückert
- Aufforderung zum Tanze, op. 48 (SSATB, piano à quatre mains)
- Die Macht des Glaubens, cantate (SATB, baryton, orgue)
- Abschied vom Meer, op. 81 (SSA, Baryton, piano) Poème d'Alphonse de Lamartine Leipzig, 1904
- Neuweinlied (BB, piano) Texte de O. J. Bierbaum
- Schneeglöckchen´s Tod (SATB, piano)
- Schottischer Schlachtgesang (TB, piano) Texte d'après Walther Scott
- Über der Heide hallet mein Schritt (SSA Klav)
- Vogels-Flug (SA, piano) Texte de Friedrich Hebbel
- Ausgleich (Von einem reichen Rosengrab) (AB Klav) Texte de M. Stona
- Liebesgruß (Es grüßen dich die Blümelein) (AB, piano) Texte de Stine Andresen
- Abend am Meer (Verklungen ist des Tages Schall) Texte de Stine Andresen (SAB, piano)
- Hinter den Tannen (Sonnenschein auf grünem Rasen) Poème de Theodor Storm (SAB, piano)
- Der Frühling kommt (Freu dich, Geliebte, der Winter entweicht) Poème de G. Falke (SATB, piano)
- Die Spinneri (SATB, piano)
- Das Märchen vom Schnee, op. 63 (SATB ST-soli, narrateur, piano)
- Meine Lust ist Leben, op. 91 Poème de Peter Rosegger (SATB A-solo, piano)

#### Cantates
- La régine Avrillouse (Die Maikönigin) op. 74. Vieille ronde de printemps française des femmes, de Joseph Victor von Scheffel (Leipzig, 1901)
- Der Ilsenstein Ballade de Mosenthal
- Die Macht des Gesanges (SATB S Orch) Poème de Friedrich Schiller
- Am Traunsee (SSA solo baryton, quatuor à cordes et contrebasse)
- Der Klage und des Trostes op. 50 pour chœur, solistes et orchestre (Leipzig, 1885)
- Gott sei uns gnädig Kantate nach Bibelworten pour quatre solistes SATB, chœur à quatre voix et orchestre (1915)
- Psaume 57 pour SATB orchestre et orgue ad lib. (première éd. Renaissance)
- Psaume 67 (Solo SATB, chœur et orchestre) (Munich, 1864)
- Requiem d'après Friedrich Hebbel (SATB S orchestre) op. 52 (Graz/Leipzig, 1873/1891)
- Stabat Mater pour solistes, chœur à quatre voix et orchestre (première éd. Renaissance)
- Te Deum laudamus pour solistes, chœur à quatre voix et orchestre (première éd. Renaissance)

#### Opéras
- Renata, opéra en 4 actes sur un livret de Julius Wolff (Leipzig, 1898)
- Die Hochländer (Finale de l'acte I)
- Armor und Daura épisode tragique de l'écossais Ossian, livret de Louise Otto-Peters (Glogau, 1869)

## Discographie
- Octuor op. 62, Quintette op. 80 - Mithras Octet (2–4 juillet 1996, Arte Nova 74321 49689-2) (OCLC 43167428)
- Octuor op. 62 - Ensemble Acht[11] (janvier 1996, Thorofon CTH 2277) (OCLC 823141968)
- Quintette en mi-bémol majeur pour clarinette quatuor à cordes - Stephan Siegenthaler, clarinette ; Quatuor Stamic (5–7 décembre 2005, Sterling Records CDA 7674-2) (OCLC 758442733)
- Quintette avec piano, op. 20, Thème et variations, op. 29°, Sextuor à cordes en ré majeur° - The Hamburg Chamber Players : Ian Mardon et Ilona Raasch, violons ; Rudolf Seippel, alto ; Martin von Hopffgarten et Rolf Herbrechtsmeyer° violoncelles ; Yuko Hirose, piano (28–30 septembre 2007, Musique de chambre vol. 1, Toccata Classics TOCC0080)[12],[7] (OCLC 824603728)
- Bach-Thieriot, Sonates en trios no 1, BWV 525, pour 2 pianos - Claudine Orloff et Burkard Spinnler, pianos (6–9 avril 2010, Fuga Libera FUG-572)[13] (OCLC 894588341)